# Щавель длиннолистный
Щаве́ль длинноли́стный (лат. Rúmex longifólius), также щавель домашний, — вид травянистых растений, относящийся к роду Щавель семейства Гречишные (Polygonaceae).

## Ботаническое описание

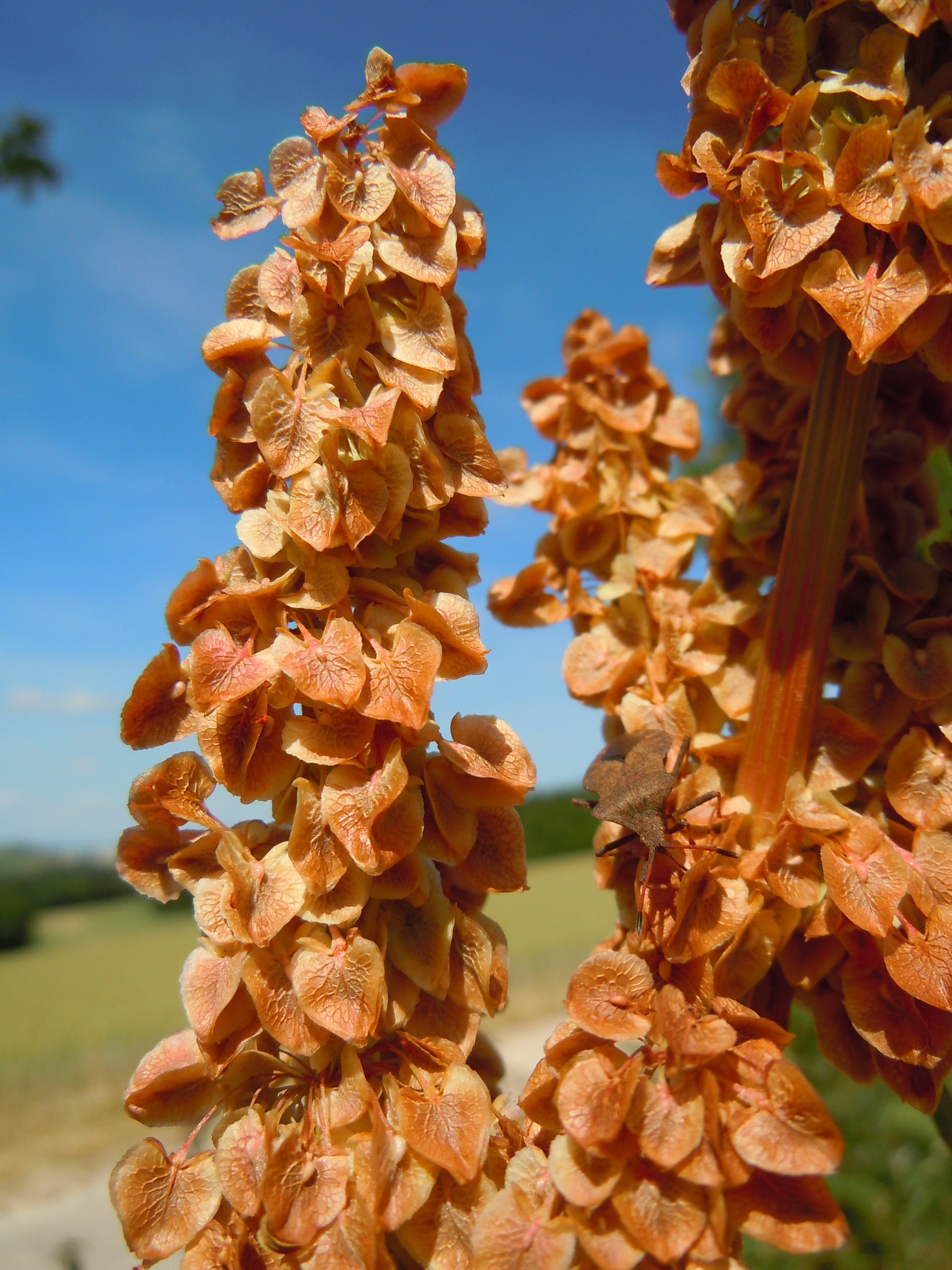
Внутренние листочки околоцветника без желвачков

Многолетнее травянистое растение (гемикриптофит) с обыкновенно единственным прямостоячим стеблем 60—120 см и более высотой, зеленоватым, редко становящимся красноватым, продольно разлинованным, с 1—5 узлами ниже соцветия. К плодоношению растение часто буреет.
Нижние листья на черешках 3—20 см длиной, в очертании узкояйцевидные до ланцетных, 20—35 см длиной и 3—10 см шириной, с волнистым краем (редко плоские), в основании усечённые до сердцевидных, на верхушке острые. Нижняя поверхность обычно с мелкими сосочками по жилкам. Верхние листья более мелкие и на более коротких черешках.
Метёлка начинается в верхней половине или от середины стебля, иногда почти от его основания, плотная, реже рыхловатая, с 1—25 прижатыми до полуприжатых веточками, более густоцветковые к конечным частям веточках. Цветоножки 5—10 мм длиной. Цветки обоеполые. Внутренние листочки околоцветника широкояйцевидные до почти округлых, с сердцевидным основанием и острой верхушкой, цельнокрайные или волнисто-зубчатые, без желвачков, 4—6 мм длиной.
Плод — орешек, заключённый во внутренние листочки околоцветника, 2,2—2,6 мм длиной, трёхгранный, заострённый.

## Распространение и экология
Евросибирское сорное растение, встречающееся на полянах, по лесным опушкам, вдоль дорог, в посевах.

## Химический состав
В одном из образцов содержалось 11,8 % протеина, 0,22 % фосфора и ,2,57 % калия. По данным одного определения в листьях содержалось 150,5 мг % аскорбиновой кислоты.

## Значение
Поедается козами и по наблюдениям на Северном Кавказе поедается гусями. Листья в молодом состоянии использовались для салатов.
Сорное растение, антропохор. Встречается в посевах многолетних трав и зерновых культур в зонах южной тайги и смешанных лесов.
В народной медицине отвар корней использовали против чесотки. Смешанный с цветами использовали для лечения сыпей на теле и как кровоостанавливающее средство.

## Классификация

### Таксономия
- Rumex longifolius DC., 1815, Fl. Franç. , ed. 3, 5: 368

Вид Щавель длиннолистный включается в род Щавель (Rumex) семейства Гречишные (Polygonaceae) порядка Гвоздичноцветные (Caryophyllales), последовательно входящего в клады Суперастериды → Эвдикоты → Цветковые растения. Таксономическая схема в соответствии с Системой APG IV по состоянию на декабрь 2023 года:
|  |                          |  |                                   |                                   |                     |  | еще 40 семейств | еще 40 семейств |                          |  |  |  | еще 151 подтвержденныйх видов и 494 вида в статусе "неподтвержденных" |
|  |                          |  |                                   |                                   |                     |  | еще 40 семейств | еще 40 семейств |                          |  |  |  | еще 151 подтвержденныйх видов и 494 вида в статусе "неподтвержденных" |
|  |                          |  |                                   | порядок Гвоздичноцветные          |                     |  |                 |                 | род Щавель               |  |  |  |                                                                       |
|  |                          |  |                                   | порядок Гвоздичноцветные          |                     |  |                 |                 | род Щавель               |  |  |  |                                                                       |
|  | клада Цветковые растения |  |                                   |                                   | семейство Гречишные |  |                 |                 | вид Щавель длиннолистный |  |  |  |                                                                       |
|  | клада Цветковые растения |  |                                   |                                   | семейство Гречишные |  |                 |                 |                          |  |  |  |                                                                       |
|  |                          |  | ещё 63 порядка цветковых растений | ещё 63 порядка цветковых растений |                     |  |                 | еще 60 родов    | еще 60 родов             |  |  |  |                                                                       |
|  |                          |  |                                   | ещё 63 порядка цветковых растений |                     |  |                 |                 | еще 60 родов             |  |  |  |                                                                       |

### Синонимы
- Rumex domesticus Hartm., 1820 — щавель домашний
- Rumex hippolapathum Fr., 1828